# La Estrella (ort i Colombia, Antioquia, lat 6,16, long -75,64)
La Estrella är en ort i Colombia.   Den ligger i departementet Antioquía, i den nordvästra delen av landet, 240 km nordväst om huvudstaden Bogotá. La Estrella ligger 1 765 meter över havet och antalet invånare är 49 386.
Terrängen runt La Estrella är kuperad åt nordost, men åt sydväst är den bergig. Runt La Estrella är det mycket tätbefolkat, med 1 886 invånare per kvadratkilometer. Närmaste större samhälle är Medellín, 13,7 km nordost om La Estrella. Runt La Estrella är det i huvudsak tätbebyggt.